# Elecciones municipales de Huamanga de 2018
Las elecciones municipales de Huamanga de 2018 se llevaron a cabo el 7 de octubre de 2018 para elegir al alcalde y al Concejo Provincial de Huamanga para el periodo 2019-2022. La elección se celebró simultáneamente con elecciones regionales y municipales (provinciales y distritales) en todo el Perú.
Como resultado de esta elección, Yuri Gutiérrez Gutiérrez, candidato de Musuq Ñan, obtuvo el 24.22% de votos válidos y resultó electo como alcalde provincial de Huamanga.

## Sistema electoral
La Municipalidad Provincial de Huamanga es el órgano administrativo y de gobierno de la provincia de Huamanga. Está compuesta por el alcalde y el Concejo Provincial.
La votación del alcalde y el concejo se realiza en base al sufragio universal, que comprende a todos los ciudadanos nacionales mayores de dieciocho años, empadronados y residentes en la provincia de Huamanga y en pleno goce de sus derechos políticos, así como a los ciudadanos no nacionales residentes y empadronados en la provincia de Huamanga. No hay reelección inmediata de alcaldes.
El Concejo Provincial de Huamanga está compuesto por 11 regidores elegidos por sufragio directo para un período de cuatro (4) años, en forma conjunta con la elección del alcalde (quien la preside). La votación es por lista cerrada y bloqueada. Se asigna a la lista ganadora los escaños según el método d'Hondt o la mitad más uno, lo que más le favorezca.

## Composición del Concejo Provincial de Huamanga
La siguiente tabla muestra la composición del Concejo Provincial de Huamanga antes de las elecciones.
| Partidos | Partidos                             | Regidores |
| -------- | ------------------------------------ | --------- |
|          | Alianza Renace Ayacucho              | 7         |
|          | Alianza para el Progreso de Ayacucho | 2         |
|          | Unidos por el Desarrollo de Ayacucho | 1         |
|          | Fuerza Popular                       | 1         |

## Partidos y candidatos
A continuación se muestra una lista de los principales partidos y alianzas electorales que participaron en las elecciones:
| Candidatura | Candidatura | Partidos y alianzas                                         | Candidato | Candidato                     | Ideología                                                          | Resultado previo | Resultado previo | Ref.  |
| Candidatura | Candidatura | Partidos y alianzas                                         | Candidato | Candidato                     | Ideología                                                          | Votos (%)        | Reg.             | Ref.  |
| ----------- | ----------- | ----------------------------------------------------------- | --------- | ----------------------------- | ------------------------------------------------------------------ | ---------------- | ---------------- | ----- |
|             | APP         | Lista - Alianza para el Progreso (APP)                      |           | Florentino Asto Reza          | Liberalismo económico Conservadurismo liberal Populismo de derecha | 23.26%           | 2                | [ 3 ] |
|             | DIA         | Lista - Desarrollo Integral Ayacucho (DIA)                  |           | Pavel Torres Quispe           | Regionalismo ayacuchano                                            | 23.26%           | 2                | [ 3 ] |
|             | MÑ          | Lista - Musuq Ñan (MÑ)                                      |           | Yuri Gutiérrez Gutiérrez      | Regionalismo ayacuchano                                            | 8.25%            | 0                | [ 3 ] |
|             | QT          | Lista - Qatun Tarpuy (QT)                                   |           | Adriel Valenzuela Pillihuaman | Regionalismo ayacuchano                                            | 4.53%            | 0                | [ 3 ] |
|             | MIRE        | Lista - Movimiento Independiente Innovación Regional (MIRE) |           | Jenny Cabrera Oré             | Regionalismo ayacuchano                                            | 3.12%            | 0                | [ 3 ] |
|             | PPC         | Lista - Partido Popular Cristiano (PPC)                     |           | Junior Berrocal Llacza        | Democracia cristiana Conservadurismo social Liberalismo económico  | Nuevo            | Nuevo            | [ 3 ] |
|             | Frepap      | Lista - Frente Popular Agrícola del Perú (Frepap)           |           | César Flores Tinco            | Israelismo Fundamentalismo cristiano Populismo                     | Nuevo            | Nuevo            | [ 3 ] |
|             | SP          | Lista - Somos Perú (SP)                                     |           | Julio Sulca Ayme              | Democracia cristiana Conservadurismo social                        | Nuevo            | Nuevo            | [ 3 ] |
|             | TPP         | Lista - Todos por el Perú (TPP)                             |           | Gerardo Durán Pérez           | Liberalismo Humanismo Progresismo                                  | Nuevo            | Nuevo            | [ 3 ] |
|             | DD          | Lista - Democracia Directa (DD)                             |           | Juan Arango Claudio           | Socialismo Nacionalismo de izquierda Ecologismo                    | Nuevo            | Nuevo            | [ 3 ] |
|             | FA          | Lista - Frente Amplio (FA)                                  |           | Claudio Tapia Bustinza        | Socialismo Ecologismo Descentralización                            | Nuevo            | Nuevo            | [ 3 ] |
|             | GA          | Lista - Movimiento Regional Gana Ayacucho (GA)              |           | Guido Palomino Hernández      | Regionalismo ayacuchano                                            | Nuevo            | Nuevo            | [ 3 ] |
|             | TEPA        | Lista - Tecnología de Punta para Ayacucho (TEPA)            |           | Carlos Herencia Gallegos      | Regionalismo ayacuchano                                            | Nuevo            | Nuevo            | [ 3 ] |

## Sondeos de opinión
La siguiente tabla enumera las estimaciones de la intención de voto en orden cronológico inverso, mostrando las más recientes primero y utilizando las fechas en las que se realizó el trabajo de campo de la encuesta. Cuando se desconocen las fechas del trabajo de campo, se proporciona la fecha de publicación.
Leyenda:
     Sondeo realizado en el periodo de prohibición legal de la difusión de sondeos de intención de voto.

### Intención de voto
La siguiente tabla enumera las estimaciones ponderadas (sin incluir votos en blanco y nulos) de la intención de voto.
| Encuestadora/Medio             | Fecha      | Muestra | Yuri Gutiérrez | Adriel Valenzuela | Pavel Torres | Guido Palomino | César Flores | Carlos Herencia | Claudio Tapia | Dif. |  |  |  |  |
| ------------------------------ | ---------- | ------- | -------------- | ----------------- | ------------ | -------------- | ------------ | --------------- | ------------- | ---- |  |  |  |  |
| Encuestadora/Medio             | Fecha      | Muestra |                |                   |              |                |              |                 |               |      |  |  |  |  |
| Elecciones municipales de 2018 | 7 oct 2018 | —       | 24.2           | 20.0              | 14.2         | 10.5           | 7.1          | 6.5             | 4.7           | 4.2  |  |  |  |  |
|                                |            |         |                |                   |              |                |              |                 |               |      |  |  |  |  |
| Ipsos Perú/América             | 7 oct 2018 | ?       | 23.4           | 16.8              | 12.4         | 8.6            | –            | –               | –             | 6.6  |  |  |  |  |
| Ipsos Perú/América             | 7 oct 2018 | ?       | 26.5           | 18.0              | 13.3         | 10.9           | –            | –               | –             | 8.5  |  |  |  |  |
| LP Marketing y Publicidad      | 7 oct 2018 | ?       | 30.1           | 18.9              | 12.3         | 13.5           | 6.0          | 3.0             | 2.7           | 11.2 |  |  |  |  |

### Preferencias de voto
La siguiente tabla enumera las preferencias de voto en bruto (incluyendo blancos, viciados y sin respuesta) y no ponderadas.
| Encuestadora/Medio             | Fecha      | Muestra | Yuri Gutiérrez | Adriel Valenzuela | Pavel Torres | Guido Palomino | César Flores | Carlos Herencia | Claudio Tapia | B/V  | NS/NO | Dif. |  |  |  |
| ------------------------------ | ---------- | ------- | -------------- | ----------------- | ------------ | -------------- | ------------ | --------------- | ------------- | ---- | ----- | ---- |  |  |  |
| Encuestadora/Medio             | Fecha      | Muestra |                |                   |              |                |              |                 |               |      |       |      |  |  |  |
| Elecciones municipales de 2018 | 7 oct 2018 | —       | 19.9           | 16.4              | 11.7         | 8.6            | 5.9          | 5.4             | 3.9           | 17.9 | –     | 3.5  |  |  |  |
|                                |            |         |                |                   |              |                |              |                 |               |      |       |      |  |  |  |
| LP Marketing y Publicidad      | 7 oct 2018 | ?       | 26.1           | 16.4              | 10.7         | 11.7           | 5.2          | 2.6             | 2.3           | 13.3 | –     | 9.7  |  |  |  |

## Resultados

### Sumario general
|                        |                                                     |              |              |              |           |           |
| Partidos y coaliciones | Partidos y coaliciones                              | Voto popular | Voto popular | Voto popular | Regidores | Regidores |
| Partidos y coaliciones | Partidos y coaliciones                              | Votos        | %            | +/−          | Total     | +/−       |
|                        | Musuq Ñan (MÑ)                                      | 31,703       | 24.22        | +15.97       | 7         | +7        |
|                        | Qatun Tarpuy (QT)                                   | 26,125       | 19.96        | +15.43       | 2         | +2        |
|                        | Desarrollo Integral Ayacucho (DIA)                  | 18,601       | 14.21        | n/a          | 1         | ±0        |
|                        | Movimiento Regional Gana Ayacucho (GA)              | 13,722       | 10.48        | Nuevo        | 1         | +1        |
|                        | Frente Popular Agrícola del Perú (Frepap)           | 9,330        | 7.13         | n/a          | 0         | ±0        |
|                        | Tecnología de Punta para Ayacucho (TEPA)            | 8,538        | 6.52         | Nuevo        | 0         | ±0        |
|                        | Frente Amplio (FA)                                  | 6,175        | 4.72         | Nuevo        | 0         | ±0        |
|                        | Alianza para el Progreso (APP)                      | 4,826        | 3.69         | n/a          | 0         | –1        |
|                        | Democracia Directa (DD)                             | 4,325        | 3.30         | Nuevo        | 0         | ±0        |
|                        | Movimiento Independiente Innovación Regional (MIRE) | 2,415        | 1.84         | –1.28        | 0         | ±0        |
|                        | Todos por el Perú (TPP)                             | 2,099        | 1.60         | Nuevo        | 0         | ±0        |
|                        | Somos Perú (SP)                                     | 1,829        | 1.40         | n/a          | 0         | ±0        |
|                        | Partido Popular Cristiano (PPC)                     | 1,216        | 0.93         | n/a          | 0         | ±0        |
|                        |                                                     |              |              |              |           |           |
| Total                  | Total                                               | 130,904      |              |              | 11        | ±0        |
|                        |                                                     |              |              |              |           |           |
| Votos válidos          | Votos válidos                                       | 130,904      | 82.08        | –4.70        |           |           |
| Votos en blanco        | Votos en blanco                                     | 10,846       | 6.80         | +0.81        |           |           |
| Votos nulos            | Votos nulos                                         | 17,733       | 11.12        | +3.89        |           |           |
| Votos emitidos         | Votos emitidos                                      | 159,483      | 80.02        | –2.78        |           |           |
| Abstenciones           | Abstenciones                                        | 39,820       | 19.98        | +2.78        |           |           |
| Votantes registrados   | Votantes registrados                                | 199,303      |              |              |           |           |
|                        |                                                     |              |              |              |           |           |
| Fuente:                |                                                     |              |              |              |           |           |

### Concejo Provincial de Huamanga
| Cargo                           | Autoridad electa               | Partido político | Partido político                  |
| ------------------------------- | ------------------------------ | ---------------- | --------------------------------- |
| Alcalde Provincial de Huamanga  | Yuri Gutiérrez Gutiérrez       |                  | Musuq Ñan                         |
| Regidor Provincial de Huamanga  | Eulogio Méndez Arango          |                  | Musuq Ñan                         |
| Regidor Provincial de Huamanga  | Álex Vargas Pérez              |                  | Musuq Ñan                         |
| Regidor Provincial de Huamanga  | Emilio Jurado Alarcón          |                  | Musuq Ñan                         |
| Regidora Provincial de Huamanga | Karolan Zulín Suárez Rodriguez |                  | Musuq Ñan                         |
| Regidor Provincial de Huamanga  | Jhovana Santos Espino          |                  | Musuq Ñan                         |
| Regidor Provincial de Huamanga  | Rómulo Pariona Llamocca        |                  | Musuq Ñan                         |
| Regidor Provincial de Huamanga  | Walther Pérez Quintero         |                  | Musuq Ñan                         |
| Regidora Provincial de Huamanga | Yolanda Cueto Sulca            |                  | Qatun Tarpuy                      |
| Regidor Provincial de Huamanga  | Héctor Nina Ñaccha             |                  | Qatun Tarpuy                      |
| Regidor Provincial de Huamanga  | Óscar Huaman Carpio            |                  | Desarrollo Integral Ayacucho      |
| Regidor Provincial de Huamanga  | Javier Morales Salazar         |                  | Movimiento Regional Gana Ayacucho |

## Elecciones municipales distritales

### Sumario general
|         | Qatun Tarpuy (QT)                                 | 8  | +8  |  |  |  |
|         | Musuq Ñan (MÑ)                                    | 4  | +4  |  |  |  |
|         | Desarrollo Integral Ayacucho (DIA)                | 1  | n/a |  |  |  |
|         | Movimiento Regional Gana Ayacucho (GA)            | 1  | +1  |  |  |  |
|         | Alianza para el Progreso (APP)                    | 1  | n/a |  |  |  |
|         | Movimiento Independiente Innovación Regional (IR) | 0  | –2  |  |  |  |
|         |                                                   |    |     |  |  |  |
| Total   | Total                                             | 15 | ±0  |  |  |  |
|         |                                                   |    |     |  |  |  |
| Fuente: |                                                   |    |     |  |  |  |

### Resultados por distrito
La siguiente tabla enumera el control de los distritos de la provincia de Huamanga. El cambio de mando de una organización política se resalta del color de ese partido.
| Distrito                          | Alcalde(sa) titular        | Partido político | Partido político         | Alcalde(sa) electo(a)    | Partido político | Partido político             |
| --------------------------------- | -------------------------- | ---------------- | ------------------------ | ------------------------ | ---------------- | ---------------------------- |
| Acocro                            | Auberto Morote Enciso      |                  | Alianza Renace Ayacucho  | Francisco Badajos Vega   |                  | Qatun Tarpuy                 |
| Acos Vinchos                      | Fermín Sulca Acuña         |                  | Alianza Renace Ayacucho  | Carlos Ayme Simón        |                  | Qatun Tarpuy                 |
| Andrés Avelino Cáceres Dorregaray | Javier Navarro Gonzales    |                  | Alianza Renace Ayacucho  | Alcides Ñaña Luján       |                  | Musuq Ñan                    |
| Carmen Alto                       | Revelino Huamaní Rodríguez |                  | Alianza para el Progreso | Jesús Llallahui León     |                  | Gana Ayacucho                |
| Chiara                            | Wilber Campos Moreno       |                  | Alianza Renace Ayacucho  | Nilo Huaytalla Bautista  |                  | Qatun Tarpuy                 |
| Jesús Nazareno                    | Alisia Castro Luján        |                  | Alianza para el Progreso | David Quispe Bendezú     |                  | Qatun Tarpuy                 |
| Ocros                             | Arturo Gutiérrez Badajoz   |                  | Alianza para el Progreso | Jorge Canchari Aguilar   |                  | Qatun Tarpuy                 |
| Pacaycasa                         | Reinaldo Cuadros Aguado    |                  | Alianza Renace Ayacucho  | Fabián Cajamarac Núñez   |                  | Qatun Tarpuy                 |
| Quinua                            | Reginaldo García Huamán    |                  | Alianza para el Progreso | Mequías Contreras Quispe |                  | Musuq Ñan                    |
| San José de Ticllas               | Bailon Sulca Ichcas        |                  | Innovación Regional      | Walter Lapa Gómez        |                  | Alianza para el Progreso     |
| San Juan Bautista                 | Mardonio Guillén Cancho    |                  | Innovación Regional      | María Palomino Prado     |                  | Musuq Ñan                    |
| Santiago de Pischa                | Héctor Nina Naccha         |                  | Alianza Renace Ayacucho  | Gilbert Rojas Tello      |                  | Musuq Ñan                    |
| Socos                             | Héctor Huayhua Palomino    |                  | Alianza Renace Ayacucho  | César Meneses Huayanay   |                  | Desarrollo Integral Ayacucho |
| Tambillo                          | Víctor Miranda Prado       |                  | Alianza Renace Ayacucho  | Carlos Cabrera Quispe    |                  | Qatun Tarpuy                 |
| Vinchos                           | Teófilo Cuba Condori       |                  | Alianza Renace Ayacucho  | Efraín Flores Bautista   |                  | Qatun Tarpuy                 |